# マイク・ブライアン
マイケル・カール・ブライアン（Michael Carl Bryan, 1978年4月29日 - ）は、アメリカ・カリフォルニア州カマリロ出身の元男子プロテニス選手。身長190cm、体重84kg。右利き。双子の兄弟であるボブ・ブライアンとともに「ブライアン兄弟」のダブルスとして活動した。兄弟2人ともシングルスにはほとんど出場せず、ダブルスのみに活動を絞っている。
ダブルスでのキャリアゴールデンスラム達成者。ATPツアーでダブルス124勝を挙げている。ダブルスにおいて100勝達成はATPツアーで史上初めての快挙。マイクはボブ以外とのペアでも優勝しているため、優勝回数がボブの総計を5つ上回っている。

## 来歴
1978年4月29日にアメリカ・カリフォルニア州カマリロで双子の兄弟が誕生した時、マイケル・カールは双子の兄として2分先に生まれた。ブライアン兄弟は両親ともにテニスのコーチで、双子の兄弟は2歳の頃から両親にテニスを学んだ。2人の兄弟は早くから、トーナメントのシングルスで「兄弟対決」を両親に禁じられてきたという。2人とも1997年から1998年の2年間スタンフォード大学に在学し、NCAA主催のテニス大会で活躍した。マイクもボブと同じ1998年からプロテニス選手に転向した。2001年から双子の兄弟のペアはATPツアーで優勝できる力をつけ、この年に年間4勝を挙げる。2001年全米オープン男子シングルスに出場し1回戦で第2シードのアンドレ・アガシに4-6, 1-6, 0-6で敗れる。これがマイク唯一の4大大会シングルス出場試合である。
2003年全仏オープン男子ダブルスで、2人は4大大会男子ダブルス部門で初優勝を達成し、決勝で連覇を狙ったエフゲニー・カフェルニコフ/ポール・ハーフース組を7-6, 6-3で破った。同年に全米オープンでもダブルス決勝に進んだが、トッド・ウッドブリッジ/ヨナス・ビョルクマン組に7-5, 0-6, 5-7の逆転で敗れて準優勝になり、年間2冠獲得を逃している。この年は男子テニス年間最終戦テニス・マスターズ・カップのダブルス部門でも、ファブリス・サントロ/ミカエル・ロドラ組を破って初優勝を飾った。しかし、2004年全豪オープン男子ダブルス決勝では、サントロ/ロドラ組に6-7, 3-6で敗れている。2人は2004年アテネ五輪のアメリカ代表選手にも選ばれたが、ここでは準々決勝でチリのニコラス・マスー/フェルナンド・ゴンサレス組に敗退した。全米オープンは3回戦敗退に終わったが、テニス・マスターズ・カップで2連覇がある。
2005年のシーズンに、マイクとボブはすべての4大大会で男子ダブルス決勝に進出した。全豪オープン・全仏オープン・ウィンブルドンの3大会連続で準優勝止まりだった2人だが、全米オープンで4大大会ダブルス2勝目を達成する。2006年ウィンブルドン選手権まで、2人は7大会連続で4大大会ダブルス決勝に出場した。2006年全豪オープン決勝ではリーンダー・パエス/マルティン・ダム組を4-6, 6-3, 6-4で破って4大大会3勝目を獲得したが、全仏オープンではマックス・ミルヌイ/ヨナス・ビョルクマン組に敗れ、2年連続の準優勝で止まった。ウィンブルドン選手権ではファブリス・サントロ/ネナド・ジモニッチ組を6-3, 4-6, 6-4, 6-2で破り、男子テニス界では史上6組目となる同一ペアによるキャリア・グランドスラムを達成した。
2007年全豪オープン男子ダブルス優勝後、マイクとボブはしばらく好成績が減った時期もあるが、2008年北京五輪で男子ダブルスの銅メダルを獲得する。それから、2人は2008年全米オープンと2009年全豪オープンで連続優勝した。2009年3月6日-8日に行われたデビスカップ「ワールドグループ」1回戦で、アメリカはスイスを4勝1敗で下した。ブライアン兄弟はダブルス戦で、スタニスラス・ワウリンカ&イブ・アレグロ組を 6-3, 6-4, 3-6, 7-6 で破り、デビスカップアメリカ合衆国代表として15勝目を挙げた。こうして2人はデビスカップアメリカ合衆国代表の「ベスト・ダブルス・チーム」になり、それまでの米国ダブルス歴代1位タイだったジョン・マッケンロー/ピーター・フレミング組（14勝1敗）とウィルマー・アリソン/ジョン・バン・リン組（14勝2敗）を抜いた。
2012年7月のロンドン五輪男子ダブルス決勝でボブとマイクはフランスのジョー＝ウィルフリード・ツォンガ/ミカエル・ロドラ組を6–4, 7–6(2)で破り金メダルを獲得しキャリアゴールデンスラムを達成した。2012年全米オープン男子ダブルス決勝でリーンダー・パエス/ラデク・ステパネク組を6-3, 6-4で破り4大大会通算12勝目を挙げた。同一ペアとしてはウッディーズの11勝を更新しオープン化以降では1位になった。
マイク・ブライアンは混合ダブルスでは、2003年全仏オープンと2003年全米オープン、2012年ウィンブルドン選手権でリサ・レイモンドと組んで3勝を挙げている。レイモンドとはロンドン五輪混合ダブルスでも銅メダルを獲得している。
2002年全米オープン混合ダブルスではリサ・レイモンドと組んだが、決勝でボブとネットをはさんだ“兄弟対決”になり、ボブ/カタリナ・スレボトニク組に勝利している。しかし、2001年ウィンブルドン選手権混合ダブルスではリーゼル・フーバーと組んで準優勝に止まり、2008年ウィンブルドン選手権混合ダブルス決勝で、マイクとボブは再びネットをはさんで対決した。マイクのパートナーはレボトニクで、マイク/スレボトニク組はボブ/サマンサ・ストーサーの組に敗れて準優勝になった。
2012年12月デビスカップでマーディ・フィッシュとペアを組み出場。ボブは欠場したため、2003年8月以来となるボブとマイクのランキングが異なることになり、2011年11月から続いていた世界ランキング1位記録が単独記録になった。
2014年全米オープン男子ダブルスでは決勝まで順調に進出、マルセル・グラノリェルス/マルク・ロペス組(スペイン)を6-3, 6-4で下し、ダブルスとしてATPツアーにおいて史上初めて100勝を達成した。また、グランドスラム合計優勝回数19となりジョン・ブロムウィッチ、フレッド・ストールと並んで獲得回数歴代8位タイ記録となった。
また、10月からの上海マスターズでブライアン兄弟での900勝を達成。決勝でジュリアン・ベネトー/エドゥアール・ロジェ＝バセランを6-3, 7-6(3)で勝利し、キャリアゴールデン・マスターズを達成した。
2015年全仏オープン混合ダブルスにてベサニー・マテック＝サンズとペアを組み出場。全仏混合では自身12年ぶり2度目の優勝を果たす。
2018年5月からボブが臀部の故障で長期離脱したため、ジャック・ソックとペアを組むと、ウィンブルドン選手権と全米オープン、ATPファイナルズで優勝した。
2019年1月に兄弟ペアが復活し、シーズン2勝を挙げた。11月に来年の全米オープン限りで引退することを発表。
最後のグランドスラムとなった2020年全豪オープンでは2回戦で世界1位のフアン・セバスティアン・カバルを下すも、3回戦で敗れた。続くデルレイビーチ・オープンでツアー119勝目を挙げ、これが最後の大会となる。その後は新型コロナウイルス感染症流行の影響でツアーが中断。8月に再開するも、無観客開催であることも影響し、全米オープンを待たずして引退することを表明した。

## ダブルス記録
※オープン化以降
世界ランキング1位最長記録
世界ランキング1位連続記録
2013年2月25日から更新中
最多年間最終ランキング1位
連続年間最終ランキング1位記録
2009年から
グランドスラム優勝「16」
グランドスラム決勝進出「27」
キャリアゴールデンスラム達成
キャリアゴールデンマスターズ達成

### 4大大会ダブルス優勝
- 全豪オープン 男子ダブルス：6勝（2006年&2007年・2009年～2011年・2013年） ［男子ダブルス準優勝2度：2004年・2005年］
- 全仏オープン 男子ダブルス：2勝（2003年・2013年）/混合ダブルス：1勝（2003年） ［男子ダブルス準優勝2度：2005年・2006年］
- ウィンブルドン 男子ダブルス：4勝（2006年・2011年・2013年・2018年）/混合ダブルス：1勝（2012年）
- 全米オープン 男子ダブルス：5勝（2005年・2008年・2010年・2012年・2014年）/混合ダブルス：1勝（2002年） ［男子ダブルス準優勝1度：2003年］

### 混合ダブルス
| 大会           | 1995 | 1996 | 1997 | 1998 | 1999 | 2000 | 2001 | 2002 | 2003 | 2004 | 2005 | 2006 | 2007 | 2008 | 2009 | 2010 | 2011 | 2012 | 2013 | 2014 | 2015 | SR     |
| -------------- | ---- | ---- | ---- | ---- | ---- | ---- | ---- | ---- | ---- | ---- | ---- | ---- | ---- | ---- | ---- | ---- | ---- | ---- | ---- | ---- | ---- | ------ |
| 全豪オープン   | A    | A    | A    | A    | A    | A    | A    | 2R   | 2R   | A    | A    | QF   | 1R   | A    | A    | A    | A    | 1R   | A    | A    |      | 0 / 5  |
| 全仏オープン   | A    | A    | A    | A    | 2R   | A    | A    | 1R   | W    | 1R   | A    | 1R   | 1R   | A    | A    | A    | A    | QF   | A    | A    | W    | 2 / 8  |
| ウィンブルドン | A    | A    | A    | A    | 1R   | 2R   | F    | 3R   | QF   | 2R   | QF   | 3R   | 2R   | F    | 3R   | A    | 1R   | W    | A    | 2R   |      | 1 / 14 |
| 全米オープン   | A    | A    | A    | A    | 1R   | A    | A    | W    | QF   | A    | SF   | 1R   | 2R   | A    | A    | A    | A    | 1R   | A    | A    |      | 1 / 7  |

#### 混合ダブルス優勝パートナー
- リサ・レイモンド 2002年全米 2003年全仏 2013年ウィンブルドン
- ベサニー・マテック＝サンズ　2015年全仏

### 男子ダブルス生涯グランドスラム達成ペア
- フランク・セッジマン/ケン・マグレガー （ともにオーストラリア、1951年に唯一の「年間グランドスラム」）
- ケン・ローズウォール/ルー・ホード （ともにオーストラリア、1953年 → 1956年）
- ロイ・エマーソン/ニール・フレーザー （ともにオーストラリア、1959年 → 1962年）
- ジョン・ニューカム/トニー・ローチ （ともにオーストラリア、1965年 → 1967年）
- マーク・ウッドフォード/トッド・ウッドブリッジ （ともにオーストラリア、1992年 → 2000年）
- ヤッコ・エルティン/ポール・ハーフース （ともにオランダ、1994年 → 1998年）
- ボブ・ブライアン/マイク・ブライアン （ともにアメリカ、2003年 → 2006年）